# Èlia Eudòxia
|  | No s'ha de confondre amb Eudòxia Augusta. |

Eudòxia, en llatí Eudoxia, o Èlia Eudòxia, Aelia Eudocia, en grec antic Αἰλία Εὐδοξία, fou una princesa romana d'Orient, filla del franc Bautó (mestre dels soldats de l'imperi), i esposa de l'emperador Arcadi amb el que es va casar amb la cooperació de l'eunuc Eutropi, el 27 d'abril del 395 i amb el que va tenir quatre filles, Flaccil·la (o Falcília), Pulquèria, Arcàdia, i Marina, i un fill, Teodosi (futur Teodosi II el Jove), a més d'uns altres dos embarassos que no van acabar. Filostorgi indica el nom del pare. Joan d'Antioquia considera que Bautó també va ser el pare d'Arbogast.
Va exercir força influència sobre el seu marit. L'any 399 Eutropi, que havia caigut en desgràcia, fou executat amb la col·laboració del cap dels mercenaris gots, cosa que fou recriminada per Joan Crisòstom, que també criticà l'avarícia i luxúria de la cort, i amb el que l'emperadriu es va enfrontar durant un temps.
El 403 Eudòxia i Teòfil, patriarca d'Alexandria van aconseguir que Crisòstom fos condemnat per un sínode i deposat, i encara que va tornar breument al poder degut a l'agitació popular a causa d'un terratrèmol, fou altre cop deposat i exiliat a Armènia.
Va morir per un avortament espontani el 6 d'octubre del 404. Teòfanes dona com a data el 406.